# The Elder Scrolls IV: Knights of the Nine
 (septembre 2010).
Si vous disposez d'ouvrages ou d'articles de référence ou si vous connaissez des sites web de qualité traitant du thème abordé ici, merci de compléter l'article en donnant les références utiles à sa vérifiabilité et en les liant à la section « Notes et références ».
The Elder Scrolls IV: Knights of the Nine est le premier add-on développé par Bethesda Softworks pour The Elder Scrolls IV: Oblivion sorti le 21 novembre 2006.
Knights of the Nine ajoute au jeu les huit petits mods payants que Bethesda Softworks a auparavant rendus disponibles sur le site officiel de la série. En plus de ces mods, une nouvelle faction que le joueur peut rejoindre, les Chevaliers des Neuf, fait son apparition. Cette extension est également censée en apprendre davantage sur les Ayléïdes.
Il est disponible sur PC ou Xbox 360 dans le commerce ou en ligne. Sur PlayStation 3, l'extension est intégrée au jeu.

## Contenu
Cette compilation apporte, en plus des mods payants, une quête supplémentaire, celle des Chevaliers des Neuf. Celle-ci est divisée en plusieurs petites quêtes durant lesquelles le personnage doit réunir les reliques du Divin Croisé afin de combattre Umaril.

## Histoire de la quête Chevaliers des Neuf
La quête débute à Anvil lorsque le personnage parle avec le Prophète qui se trouve face à la chapelle de la ville. Celui-ci lui confie une carte où sont indiquées les pierres des neuf dieux de Cyrodill auxquelles le personnage doit prier. Une fois ce pèlerinage effectué - pèlerinage qui remet à zéro la réputation d'un personnage-joueur mauvais, rendant plus crédible sa conversion en croisé vertueux -, une vision du Divin Croisé, Pélinal Blancserpent, lui indique le sanctuaire que lui ont consacré ses chevaliers et dans lequel le joueur doit se rendre. Les découvertes lui permettent de trouver le Prieuré des Neuf et débute alors la quête des différentes pièces d'équipement qui constituent l'armure et les armes du Divin Croisé. Une fois qu'elles sont réunies, le personnage et ses huit chevaliers vont défier Umaril.

## Accueil
- Jeuxvideo.com : 13/20[2]